# Marinens musikkår
Marinens musikkår (MMK), är en av Sveriges tre professionella militärmusikkårer och har 30 heltidsanställda musiker. Kåren, som är stationerad i Karlskrona, grundades i sin moderna form 1862 men räknar sina anor från 1680-talet. Orkestern har tidigare benämnts bl.a. Flottans musikkår och Flottans musikkår i Karlskrona. 
Musikkåren verkar främst vid förbandsspelningar och konsertverksamhet i södra halvan av landet, men spelar även för hovstaterna och regeringen vid statsceremoniell verksamhet såsom högvaktsavlösningar, statsbesök och audienser. Marinens musikkår tillhör eliten av blåsorkestrar världen över, och har rönt stor uppmärksamhet, både i Sverige och utomlands. Orkestern har på sina turnéer framträtt i bland annat Tyskland, Frankrike, Litauen, Finland, England, Norge, Ryssland, Kanada, Bosnien och Kosovo. Ett känt framträdande är medverkandet i den stora paraden på Broadway 1976 vid Förenta Staternas tvåhundraårsjubileum.

## Historia

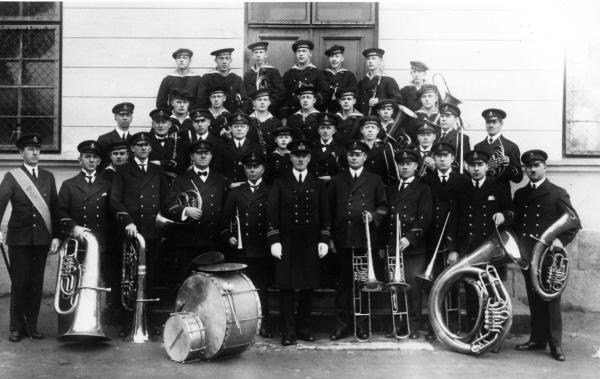
Flottans musikkår i Karlskrona 1928. Sjätte från vänster på första raden är musikdirektör Georg Ringvall.

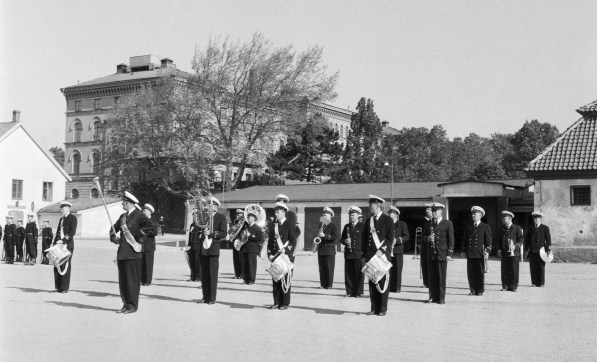
Flottans musikkår år 1958.

Tidigaste bekräftade skriftliga omnämnandet av musikkåren är inför Kungliga Amiralitetskyrkans, Ulrika Pia, invigning 1685, då musikerna gick runt i staden för att informera om kyrkoinvigningen påföljande söndag. Musikkåren var organiserad på diverse olika sätt och med olika instrumentkombinationer, från 1780-talet organiserades marinmusiken i Karlskrona som två musikkårer vid Första och Andra volontärregementet. Dessa ersattes från 1804 av Sjöartilleristernas, sedermera Marinregementets musikkår, vilket tidsmässigt sammanföll ungefär med införandet av instrument med ventiler, något som radikalt kom att förändra musikkårens sammansättning. 
1871 beslutades att Marinregementet skulle läggas ned och musikkåren där kom då att successivt nedmonteras, redan 1862 hade man dock startat en mässingssextett med skeppsgossar på initiativ från chefen för Första skeppsgossekompaniet. Den senare musikkåren kom att utökas i omfattning och i takt med att skeppsgossarna karlskrevs kom musikkåren att bli en angelägenhet även för sjömanskåren, efter att Marinregementets musikkår slutgiltigt upphört 1877 kom musikkåren att överta huvudansvaret för marinmusiken i Karlskrona och den moderna musikkåren som finns ännu idag kan anses grundad som Flottans musikkår i Karlskrona, som anförare för skeppsgossemusiken hade redan 1862 anställts musikfanjunkaren vid Marinregementets musikkår August Friedrich Fiedler som kom att bli den nya musikkårens första musikdirektör. Han efterträddes 1873 av Frans Ferdinand Heimdahl.
Flottans musikkår i Karlskrona kom härav att bemannas av personal som egentligen hade någon annan huvudsysselsättning i Flottan, musicerandet var alltså bara en deltidstjänst, orkestern bestod endast av mässingsinstrument. Den främsta uppgiften för musikkåren vid den här tiden var att bemanna sjökommenderade musikavdelningar och hornblåsare. 1915 efterträddes Heimdahl av Georg Ringvall som musikdirektör. Denne genomförde under sin tid som musikdirektör en omdaning av musikkåren som resulterade i att den kom att vara en ganska blandad musikkår med flera andra instrument än bara mässingsinstrument.
Vid den stora omorganisationen av militärmusiken 1957 namnändrades den till Flottans Musikkår, ett namn som man bara behöll i tre år till 1960 då man fick det nya namnet Militärmusikkåren i Karlskrona. Nästa stora omorganisation var regionmusikreformen 1971 som medförde att Militärmusikkåren i Karlskrona blev en civil orkester inom Statens regionmusik med namnet Regionmusiken Karlskrona. I folkmun levde dock det gamla namnet "Flottans musikkår" kvar.
1988 omorganiserades regionmusiken till Länsmusiken men då hade de flesta regionmusikavdelningar sedan flera år upphört med sina militär spelningar, ett undantag var dock Regionmusiken Karlskrona och i samband med att Försvarsmakten började återorganisera militärmusiken blev musikkåren åter en militär musikkår 1993 då man fick det nuvarande namnet, Marinens musikkår.

## Besättning
2 Flöjt, 1 oboe, 1 fagott, 7 klarinett, 2 saxofon, 3 horn, 4 trumpet/kornett, 3 trombon, 1 eufonium, 2 tuba, 1 kontrabas, 3 slagverk

## Nedläggningshot
I och med sparkrav på försvarsmakten ingick Marinens musikkår i en utredning 2008 om Försvarsmusikcentrums framtid. Utredningen föreslog bland annat att kåren skulle omlokaliseras från Karlskrona till Försvarsmusikcentrum i Stockholm. 
Den 9 december 2008 bestämdes dock att Marinens musikkår skulle fortsätta att vara förlagd till Karlskrona och vara en av tre återstående musikkårer inom Försvarsmusikcentrum, medan Arméns trumkår, som var bemannad med värnpliktiga, skulle läggas ner. Försvarsmaktens produktionschef Jan Salestrand sa i en kommentar: "En flytt av Marinens musikkår till Stockholm medför uppenbara risker för kompetensförluster som vi inte med säkerhet kan omhänderta". Flygvapnets musikkår lades ned redan 1997.
Den 18 februari 2009 publicerade Blekinge Läns Tidning en artikel som menar att hotet mot musikkårens existens kvarstod. Enligt artikeln planerade Högkvarterets produktionschef Jan Salestrand och chefen vid försvarsmusikcentrum i Stockholm, Per-Erik Laksjö, att reducera antalet tjänster vid Marinens musikkår i Karlskrona för att istället förstärka Arméns musikkår i Stockholm. Dessutom planerades flytt av notbibliotek och producent från Karlskrona till Stockholm.
Regeringens förslag i budgetpropositionen hösten 2009 innebar dock att Marinens musikkår tills vidare stannar i Karlskrona, men att Försvarsmusikcentrum istället avvecklades som fristående enhet och blev enheten Försvarsmusiken (FöMus) inom Livgardet den 31 december 2009. Livgardet blev därmed administrativt hemförband för Marinens musikkår, Arméns musikkår och Livgardets dragonmusikkår, även om Marinens musikkår fortsätter att vara stationerad i Karlskrona.
I september 2013 nåddes orkestern av ett nytt nedläggningshot. Ett förslag som innebär att Marinens Musikkår avvecklas och att försvarsmaktens två återstående musikkårer inlemmas i Livgardets livbataljon med syfte att i huvudsak svara för skydd av Kungliga Slottet och musik kring högvaktsavlösningar och statsceremonier lanserades. Marinens Musikkårs vänförening startade en protestinsamling, vilken nu (december 2014) insamlat mer än 40.000 namnunderskrifter från Sverige och övriga världen.

## Namn
- 1804–1824: Sjöartilleristernas musikkår
- 1824–1832: Sjöartillerikårens musikkår
- 1832–1845: Sjöartilleriregementets musikkår
- 1845–1877: Marinregementets musikkår (parallellt med Flottans musikkår i Karlskrona 1862–1877)
- 1862–1957: Flottans musikkår i Karlskrona
- 1957–1960: Flottans musikkår
- 1960–1971: Militärmusikkåren i Karlskrona
- 1971–1993: Regionmusiken Karlskrona ("Flottans musikkår")
- 1993–: Marinens musikkår

## Ledare

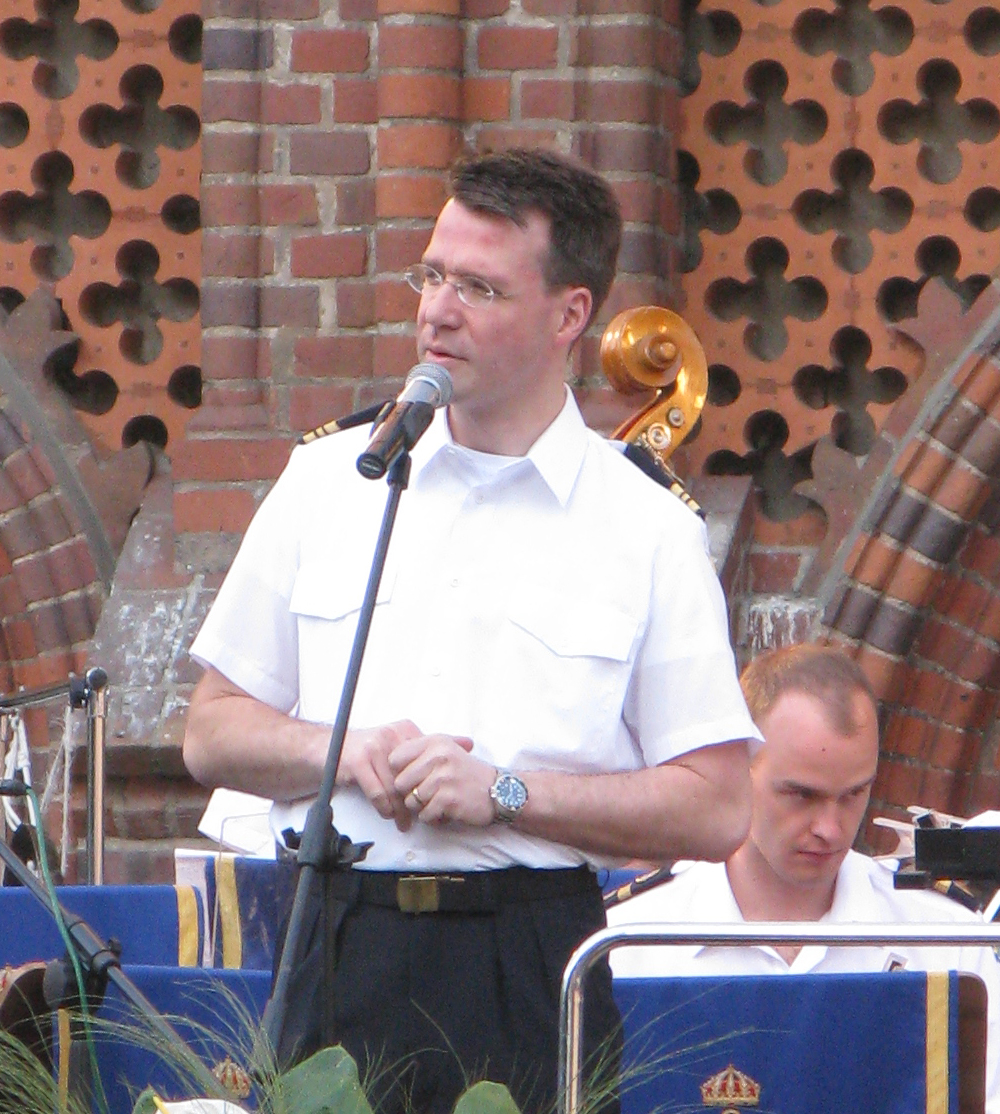
Andreas Hanson, musikdirektör i Marinens musikkår 1998-2010.

Musikdirektörer och kapellmästare sedan den moderna musikkårens bildande 1862.

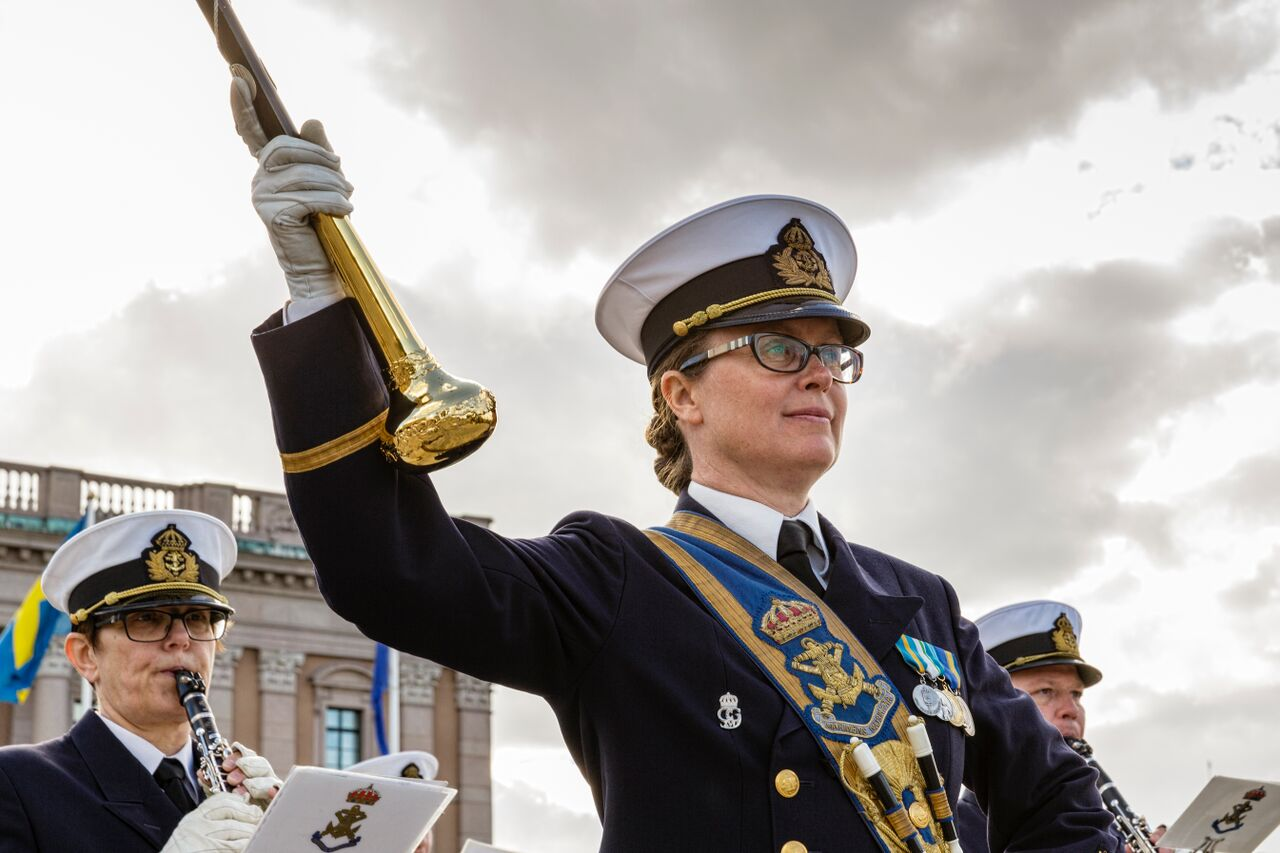
Karin Svensson, flaggtrumslagare i Marinens musikkår sedan 1995.

Musikdirektörer för Flottans musikkår i Karlskrona:
- 1862–1875: August Friedrich Fiedler
- 1875–1915: Frans Ferdinand Heimdahl
- 1915–1935: Georg Ringvall
- 1935–1944: Harry Olsson
- 1944–1957: John Skoglöf

Musikdirektör för Flottans musikkår:
- 1957–1960: Sune Sundberg

Musikdirektörer för Militärmusikkåren i Karlskrona:
- 1960–1971: Åke Dohlin

Kapellmästare för Regionmusiken i Karlskrona ("Flottans musikkår"):
- 1971–1973: Åke Dohlin
- 1973–1975: Per Ohlsson
- 1975–1979: Egon Kjerrman
- 1979–1988: Folke Nilsson

Kapellmästare för Länsmusiken i Blekinge ("Flottans musikkår"):
- 1988–1989: Folke Nilsson
- 1989–1993: Vakant

Musikdirektör för Marinens musikkår:
- 1993–1998: Per Ohlsson
- 1998–2010: Andreas Hanson
- 2010–2018: Vakant
- 2018–: Alexander Hanson

## Bilder

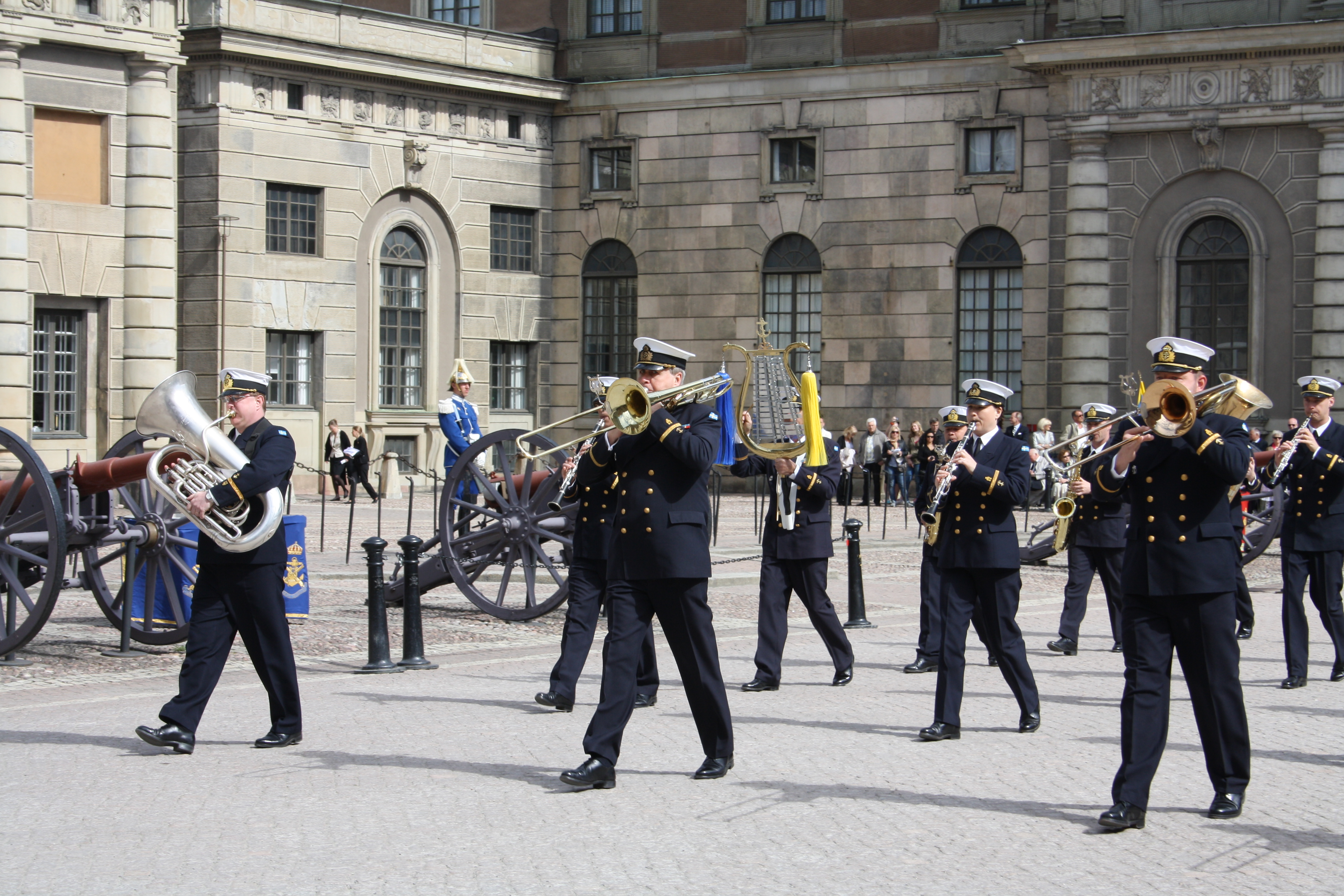
Marinens Musikkår i samband med Konungens födelsedag 2011.
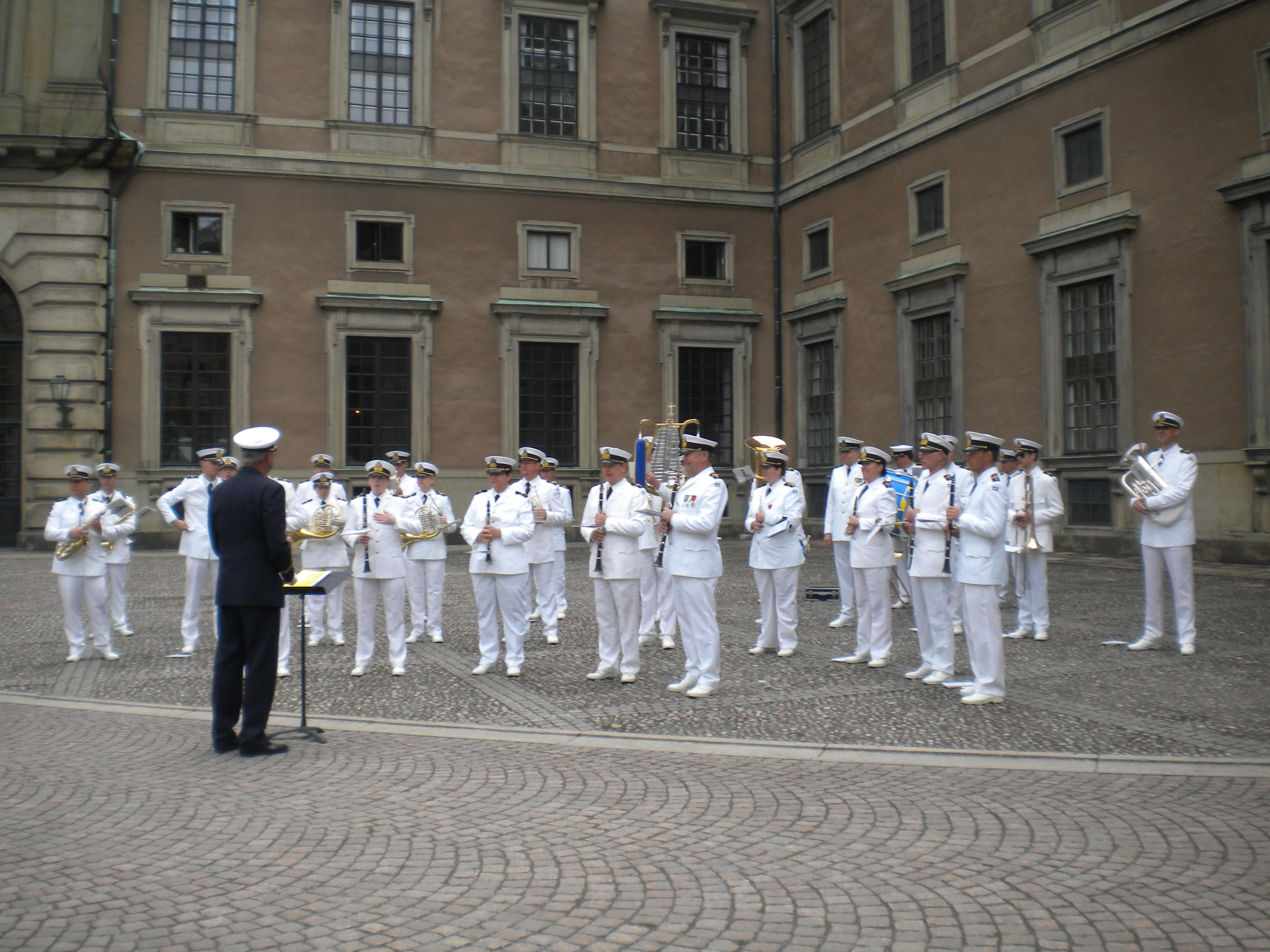
Musikkåren spelar på Kungl. Slottet i Stockholms inre borggård på nationaldagen 2012.
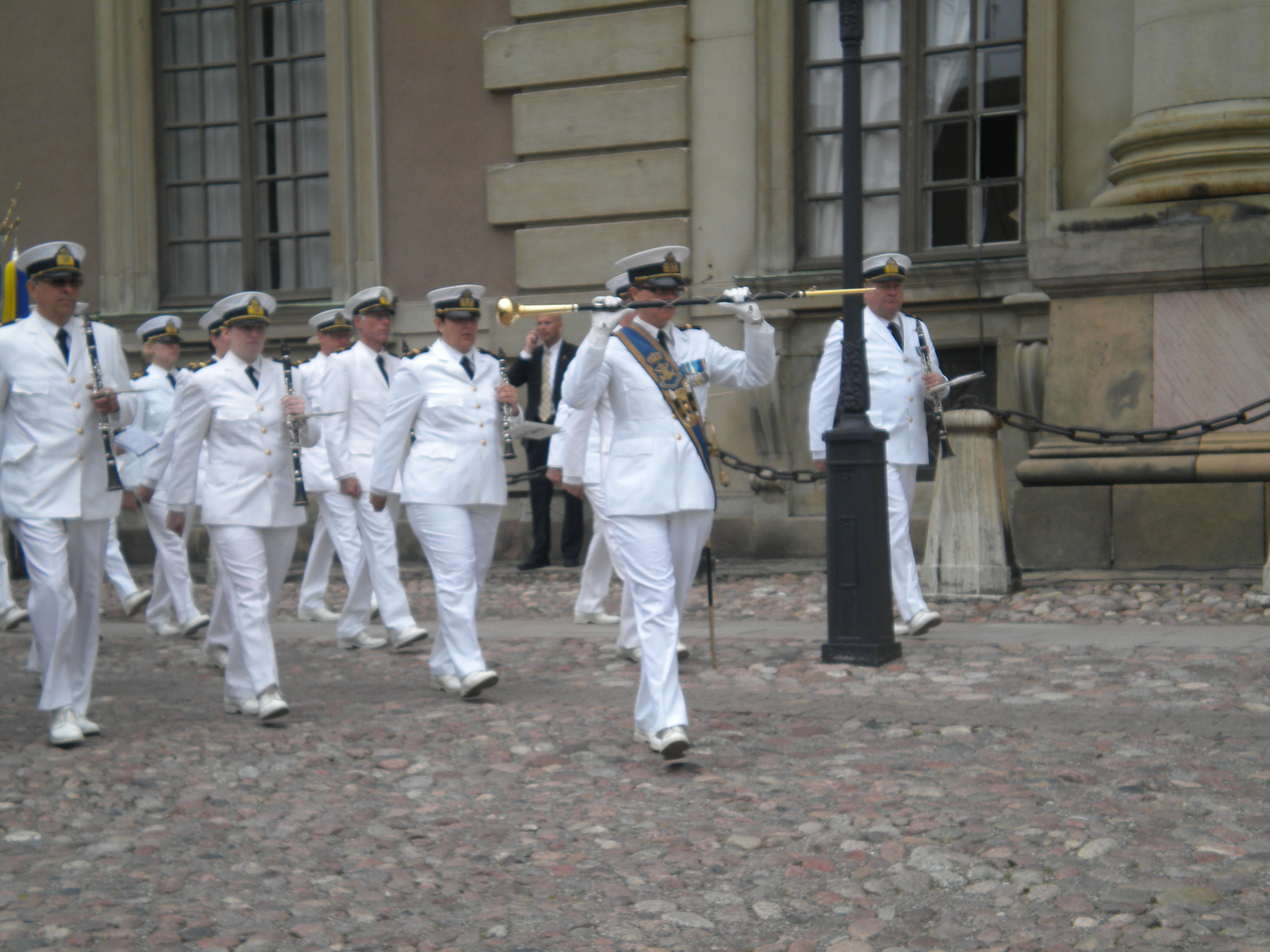
Musikkåren marscherar in framför södra valvet för att delta i öppnandet av slottet nationaldagen 2012.
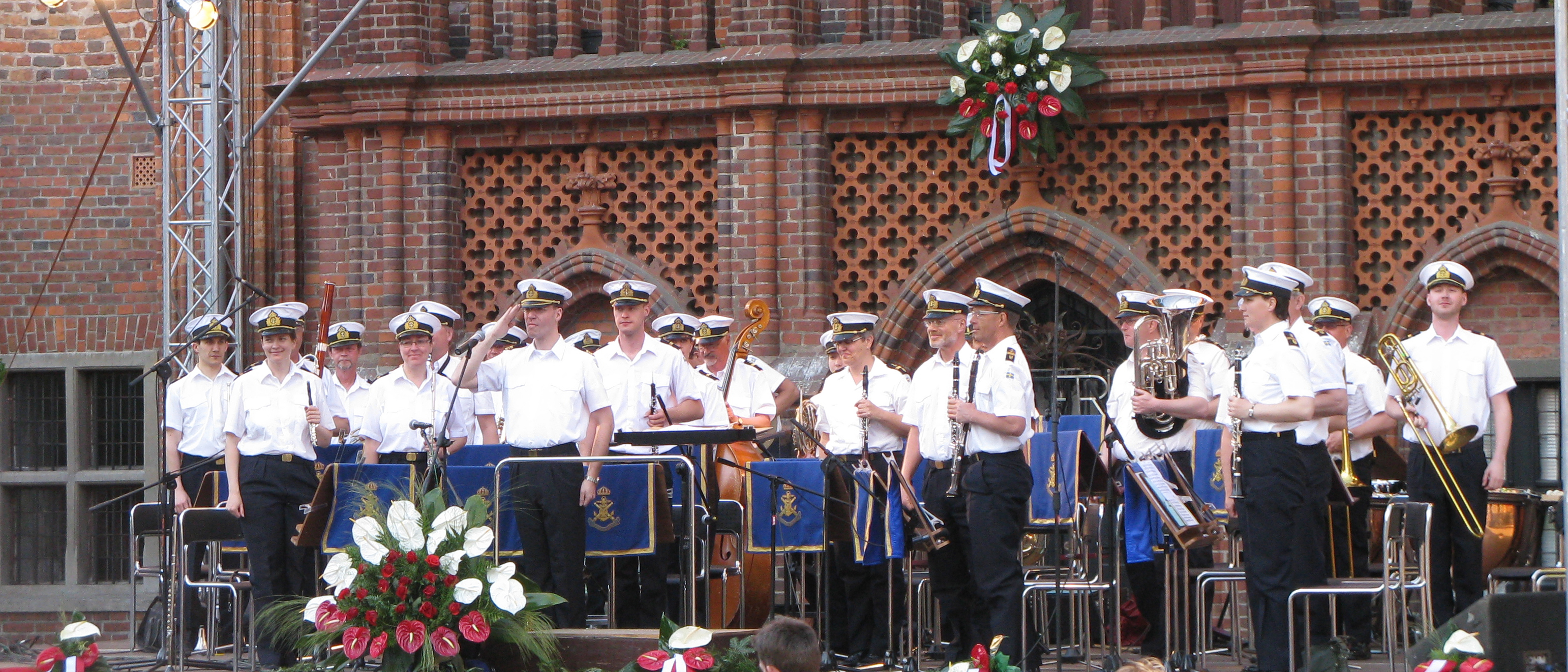
Musikkåren på besök i Toruń i Polen.
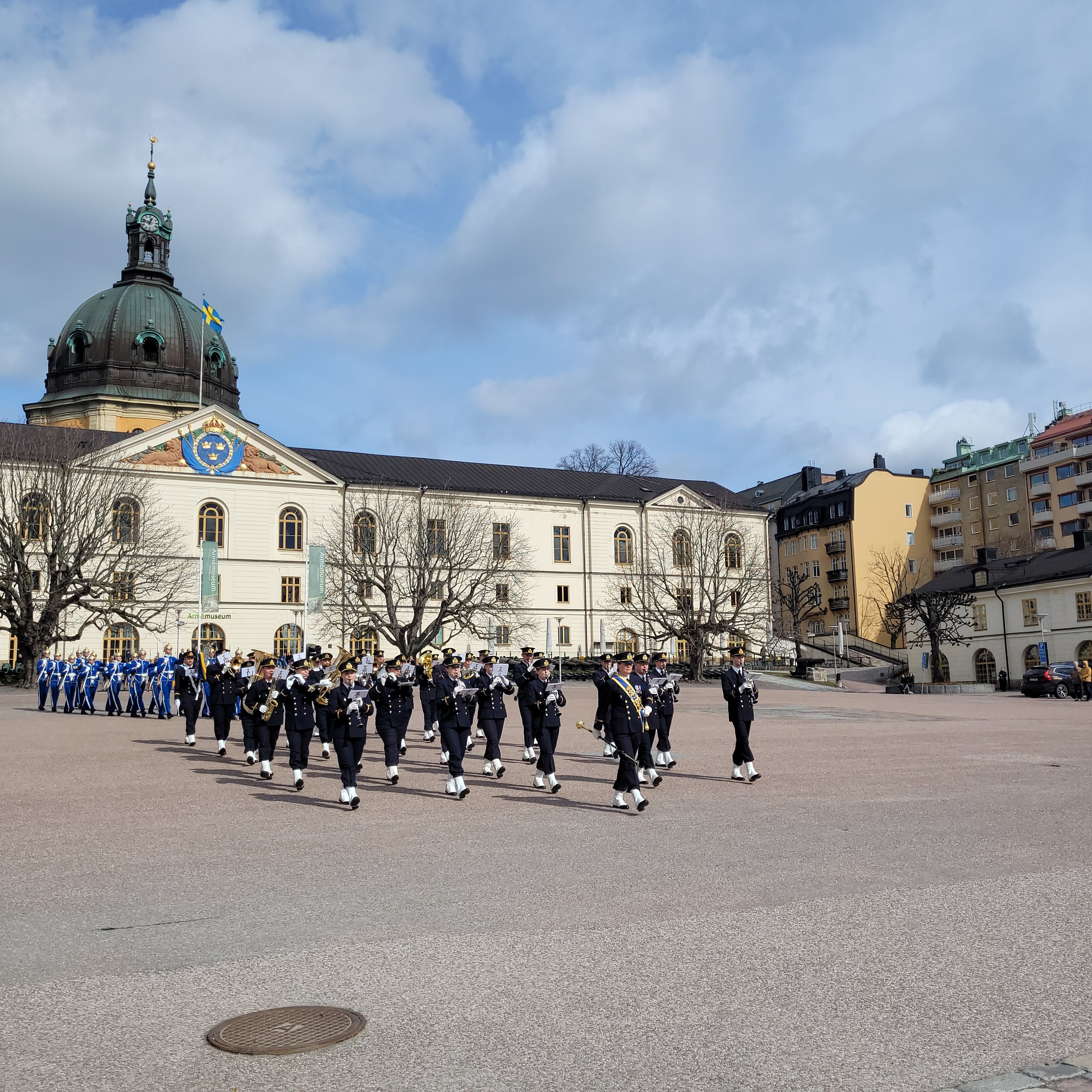
Vaktparad i april 2022